# Зоопарк Цзінань
Зоопарк Тьі-нан (济南 动物园 Jǐ-nán dòng-wù-yuán) — зоопарк у місті Цзінань, адміністративному центрі провінції Шаньдун. Власна назва Паомалінь.
У цьому зоопарку собака по кличці Хуан виростила кілька дитинчат тигра.
В зоопарку жила панда-довгожитель Тао-Тао. У дикій природі вони мешкають тільки в західних і південно-західних провінціях Китаю. Панди є символом цієї країни і викликають захоплення не лише в китайців, а й в іноземців що відвідують країну. Полювання на панд заборонено китайським законодавством. Вбивство панди може загрожувати злочинцеві стратою без жодного шансу на пом'якшення вироку.

## Події
- 15 квітня 2008 Найстарша панда Тао-Тао померла у віці 36 років. Тао-Тао знаходилася під постійним спостереженням медиків з лютого 2008 року. Середня тривалість життя панди в умовах зоопарків зазвичай не перевищує 25 років.
- 25 серпня 2008 у цьому зоопарку біла тигриця по імені «Жунжун» зі своїми 4 дитинчатами, які народилися 7 липня 2008 року, вперше з'явилися перед відвідувачами. Зоопарк нагородив її орденом «Мати-героїня». Як повідомляється, 12-річна тигриця за 5 років народила 41 тігреня за 9 разів, з них вижили 35 тварин.